# EPB41L1
EPB41L1‏ (Erythrocyte membrane protein band 4.1 like 1) هوَ بروتين يُشَفر بواسطة جين EPB41L1 في الإنسان.